# Rudolf Pfister (Mediziner)
Rudolf Hermann Pfister (* 2. Februar 1918 in Dossenheim; † 7. Juni 2002 in Freiburg im Breisgau) war ein deutscher Mediziner.

## Leben
Rudolf Pfister war Dermatologe, von 1957 bis 1960 zunächst als Nachfolger von Alfred Stühmer kommissarischer Klinikdirektor der Hautklinik Freiburg und von 1961 bis 1982 Klinikdirektor der Universitäts-Hautklinik Freiburg. Er hatte eine Professur für Haut- und Geschlechtskrankheiten an der Albert-Ludwigs-Universität Freiburg inne und war Experte für Dermatomykosen und Nagelkrankheiten.
Er engagierte sich für zahlreiche Sozialprojekte im Heiligen Land und war Mitglied im Deutschen Verein vom Heiligen Lande. 1976 wurde er von Kardinal-Großmeister Maximilien de Fürstenberg zum Ritter des Ritterordens vom Heiligen Grab zu Jerusalem ernannt und am 4. Dezember 1976 durch Franz Hengsbach, Großprior des Ordens, investiert. Er war zuletzt Großoffizier des Päpstlichen Laienordens.